# Marija Nikolajewna Wolkonskaja

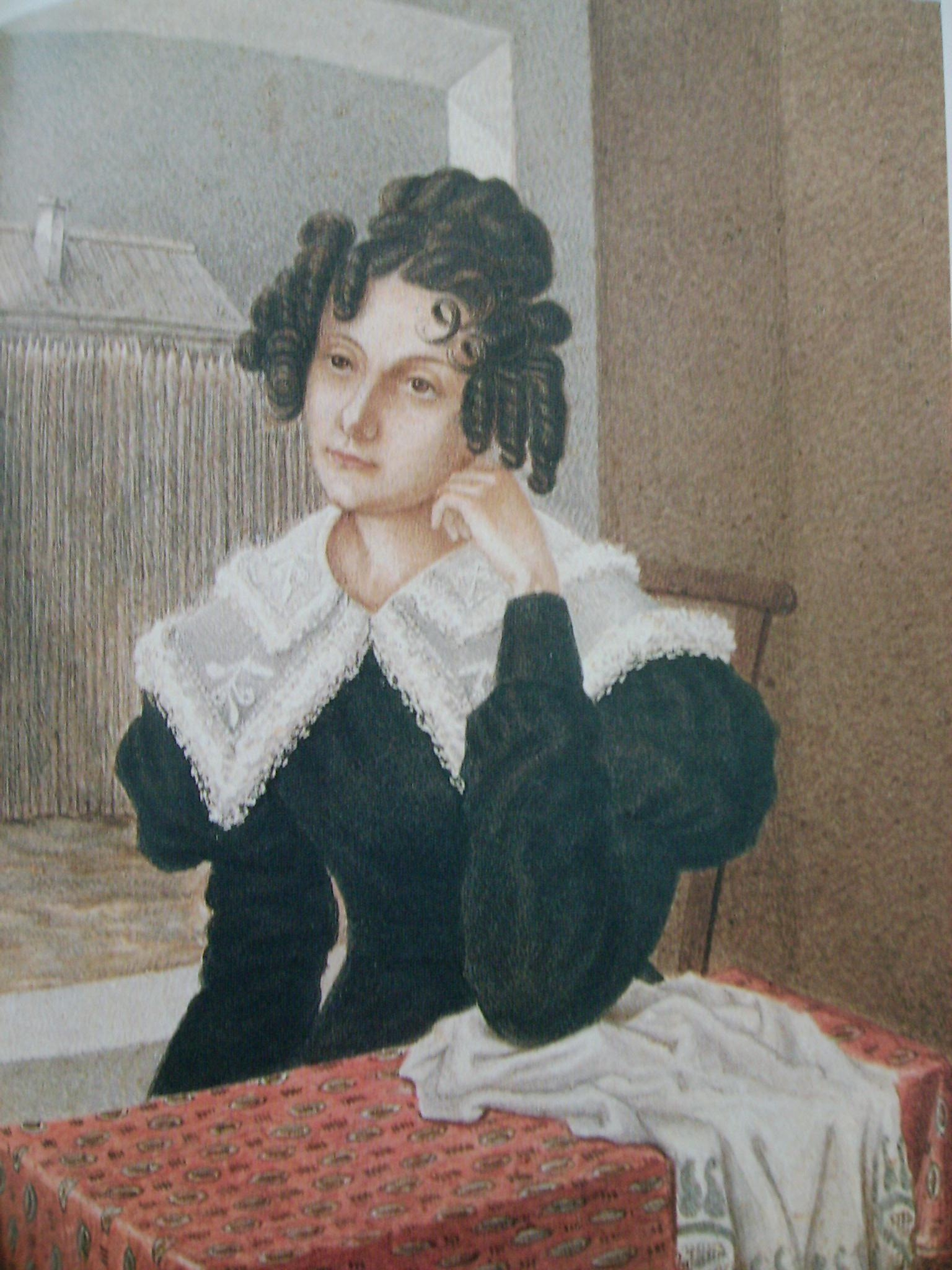
Marija Nikolajewna Wolkonskaja

Marija Nikolajewna Wolkonskaja (russisch Мария Николаевна Волконская, wiss. Transliteration Marija Nikolajevna Volkonskaja; * 25. Dezember 1805jul. / 6. Januar 1806greg.; † 10. Augustjul. / 22. August 1863greg. in Woronki, Gouvernement Tschernigow) folgte ihrem Gatten Sergei Grigorjewitsch Wolkonski freiwillig in die Verbannung nach Sibirien und gilt als Begründerin des dortigen Sozialsystems.

## Leben
Die Fürstin Marija Nikolajewna entstammte der Familie des Generals Rajewski, der sich im Krieg gegen Napoleon I. ausgezeichnet hatte. Sie war zudem Urenkelin von Michail Lomonossow und dessen Ehefrau Elisabeth, geb. Zilch. Mit 18 Jahren wurde sie Anfang des Jahres 1825 von ihrem Vater mit dem 17 Jahre älteren General Fürst Sergei Grigorjewitsch Wolkonski (1788–1865) verheiratet.
Ihr Ehemann war einer der führenden Dekabristen, einer geheimen Gesellschaft, deren Ziel ein politischer Umsturz, die Beseitigung der Leibeigenschaft und bürgerliche Freiheit war. Nach dem Dekabristenaufstand vom 14. Dezemberjul. / 26. Dezember 1825greg. wurde er verhaftet. Erst jetzt erfuhr Wolkonskaja von der Existenz dieser geheimen Gesellschaft.
Ohne zu zögern, stellte sie sich an die Seite ihres Mannes und seiner Verbündeten. Fünf Dekabristen wurden am 13. Juli 1826 hingerichtet, die anderen, darunter ihr Mann, wurden zur Zwangsarbeit nach Sibirien geschickt. Sobald seine Verurteilung feststand, beschloss sie trotz des Widerstandes seitens der Regierung und ihrer Familie ihrem Mann nach Sibirien zu folgen. Ihrem Beispiel folgten mehrere andere Frauen von Verbannten. Gleich nach der Hinrichtung der fünf Dekabristen äußerte der von seiner deutschen Mutter beeinflusste Zar Nikolaus I., dass er diese Frauen mehr als alles andere fürchte. Marija Wolkonskaja suchte in einem Brief an den Zaren um Erlaubnis an, ihrem Mann in die Verbannung folgen zu dürfen, was ihr gestattet wurde, allerdings musste sie ihren kleinen Sohn bei der Schwester ihres Mannes zurücklassen.
Vor ihrer Abreise sah sie noch ein letztes Mal den russischen Dichter Alexander Sergejewitsch Puschkin. Seine Hochachtung über ihren Entschluss spiegelt sich in seinem Gedicht Botschaft nach Sibirien. Im Dezember 1826 brach die Fürstin auf und erreichte nach 23 Reisetagen Irkutsk, die Hauptstadt Ostsibiriens. Um zu ihrem Mann weiterreisen zu können, wurde ihr vom dortigen Gubernator ein Dokument zur Unterschrift vorgelegt, mit dessen Unterzeichnung sie Titel und Stellung verlor, was sie zur Frau eines Zwangsarbeiters degradierte und ihre zukünftigen Kinder zu Leibeigenen machte. Sie verlor das Recht, Geld und Wertsachen zu besitzen. Ihre Begleitung musste nach St. Petersburg zurückkehren.
29 Jahre lebte sie in der Nähe ihres Mannes in Nertschinsk, Tschita, Urik und ab 1837 in Irkutsk. In ihrer Nähe lebte auch die ehemalige Fürstin Trubezkaja, Gattin des Fürsten Sergei Petrowitsch Trubetzkoi, mit der sie befreundet war. Ab 1847 verbesserte sich die Lage. Von den vier Kindern, die in Sibirien geboren wurden, überlebten ein Sohn und eine Tochter, deren Erziehung ihr Lebensinhalt wurde. Als Frau eines Verbannten durfte sie sich nicht an öffentlichen Orten zeigen, und so entwickelte sich ihr Haus zu einem Zentrum des kulturellen und gesellschaftlichen Lebens von Irkutsk, wo sie auch ein Waisenhaus gründete.
Nachdem Zar Alexander II. seinem 1855 verstorbenen Vater Nikolaus I. auf den Thron gefolgt war, erließ er eine  Amnestie, was der Familie die Rückkehr in die Heimat ermöglichte. Sie ließ sich mit ihrer Familie in Woronki im Gouvernement Tschernigow nieder, wo ihre Tochter Jelena den Besitzer des Dorfes, M. O. Kotschubejem (М. О. Кочубеєм) heiratete.
Marija Wolkonskaja starb dort am 10. Augustjul. / 22. August 1863greg. an einem Herzleiden, das sie sich in Sibirien zugezogen hatte. Ihr Mann überlebte sie um zwei Jahre.

## Nachwirken
Die beiden Wohnhäuser der Familie Wolkonski und Trubezkoi in Irkutsk sind heute als Dekabristenmuseen zu besichtigen.
In den Poemen Fürstin Trubetzkaja (1871/1872) und Fürstin M. N. Wolkonskaja (1872/1873), die der Dichter Nikolaj Alexejewitsch Nekrasow (russisch Николай Алексеевич Некрасов) unter dem Titel Russische Frauen zusammengefasst hat, schildert er unmittelbar die Epoche der Dekabristenbewegung. Für das erste Poem verwertete er als authentische Quelle vor allem die Schrift Aus den Memoiren eines Dekabristen von A. J. Rosen, für das zweite die in französischer Sprache verfassten Tagebücher der Fürstin Wolkonskaja.
In Leo Tolstois Roman Krieg und Frieden heißen zwei bedeutende Familien „Bolkonski“ und „Drubetzkoj“. Da der Roman mit der Vorbereitung des Dekabristenaufstandes endet, sind diese Namen wohl nicht zufällig gewählt, auch wenn die historische Marija Nikolajewna Wolkonskaja nicht im Roman vorkommt.

## Werke
- Erinnerungen. Nachwort u. Anmerkungen von Lieselotte Remané. Nachdichtungen von Martin Remané. Frankfurt: Insel Verl.1989. (Insel-Bücherei.)  ISBN 3-458-19107-0
- Erinnerungen. 2 Audio-CDs, Hörverlag Rasmus, Retgendorf 2006. ISBN 3-938195-35-5